# Koshi (fiume)
Il fiume Koshi o Kosi (in nepalese: कोशी नदी, koshī nadī, in hindi:कोसी नदी, kosī nadī) drena il versante settentrionale dell'Himalaya in Tibet e il versante meridionale del Nepal. Da un'importante confluenza di affluenti a nord della gola di Chatra in poi, il fiume Koshi è noto anche come Saptakoshi (in nepalese: सप्तकोशी, saptakoshī) per i suoi sette affluenti superiori. Questi includono il fiume Tamur originario della zona del Kangchenjunga ad est e il fiume Arun e il Sun Koshi dal Tibet. Gli affluenti del Sun Koshi da est a ovest sono: Dudh Kosi, Bhote Koshi, Tamakoshi, Likhu Khola e Indravati. Il Saptakoshi attraversa la parte settentrionale del Bihar dove si dirama in distributori prima di raggiungere il Gange vicino a Kursela nel distretto di Katihar.
ll Koshi è lungo 720 km e drena una superficie di circa 74500 km2 in Tibet, Nepal e Bihar. In passato, diversi autori hanno proposto che il fiume abbia spostato il suo corso per più di 133 km da est a ovest negli ultimi 200 anni. Ma una revisione di 28 mappe storiche risalenti dal 1760 al 1960 ha rivelato un leggero spostamento verso est per una lunga durata, e che lo spostamento è stato casuale e oscillante in natura.
Il bacino fluviale è circondato da creste che lo separano dal fiume Yarlung Tsangpo a nord, dal Gaṇḍakī a ovest e dal Mahananda a est. Il fiume è affiancato dai principali affluenti della catena del Mahabharat circa 48 km a nord del confine indo-nepalese. Al di sotto dei Shivalik, il fiume ha costruito un cono alluvionale di circa 15000 km2 di estensione, dividendosi in più di 12 canali distinti, tutti con corsi d'acqua variabili a causa delle inondazioni. I principali affluenti del Koshi in India sono i fiumi Kamala, Bagmati e il Burhi Gandak, oltre ad affluenti minori come il Bhutahi Balān.
La sua natura instabile è stata attribuita al pesante limo che trasporta durante la stagione dei monsoni, le inondazioni in India hanno effetti devastanti. La pesca è un'impresa importante sul fiume, ma le risorse ittiche si stanno esaurendo e i giovani partono per altre aree di lavoro.

## Geografia
Il bacino idrografico del fiume Koshi comprende sei fasce geologiche e climatiche che variano in altitudine da oltre 8000 m a 95 m, comprendenti l'altopiano tibetano, l'Himalaya, la fascia himalayana di media collina, la catena del Mahabharat, le Shivalik e il Terai. Il solo sottobacino Dudh-Koshi è costituito da 36 ghiacciai e 296 laghi glaciali. Il bacino del fiume Koshi confina con il bacino del fiume Tsangpo a nord, il bacino del fiume Mahananda a est, il bacino del Gange a sud e il bacino del fiume Gaṇḍakī a ovest. Gli otto affluenti del bacino a monte della gola di Chatra comprendono da est a ovest:
- il fiume Tamur con una superficie di 6053 km² nel Nepal orientale;
- il fiume Arun con una superficie di 33500 km², la maggior parte dei quali si trova in Tibet;
- Sun Koshi con una superficie di 4285 km2 in Nepal e i suoi affluenti settentrionali Dudh Kosi, Bhote Koshi, Tamakoshi, Likhu Khola e Indravati.

I tre principali affluenti si incontrano a Triveni, da dove sono chiamati Sapta Koshi che significa Sette Fiumi. Dopo aver attraversato la gola di Chatra, il Sapta Koshi è controllato dalla diga di Koshi prima di defluire nella pianura gangetica.
Le cime situate nel bacino includono il monte Everest, Kangchenjunga, Lhotse, Makalu, Cho Oyu e Shisha Pangma. Il sottobacino del fiume Bagmati costituisce la parte sud-occidentale dell'intero bacino del Koshi. Il Dudh Koshi si unisce al Sun Koshi vicino al villaggio nepalese di Harkapur. A Barāhkṣetra, in Nepal, emerge dalle montagne e diventa il Koshi. Dopo aver percorso altri 58 km attraversa il Bihar, India, vicino a Bhimnagar e dopo altri 260 km si unisce al Gange vicino a Kursela.
Il cono alluvionale del Koshi è uno dei più grandi del mondo, si estende da Barāhkṣetra attraverso il territorio nepalese, coprendo il nord-est del Bihar e la parte orientale del Mithila fino al Gange, lungo 180 km e largo 150 km. Mostra le prove dello spostamento laterale del canale che ha superato i 120 km negli ultimi 250 anni, attraverso almeno dodici canali principali. Il fiume, che nel XVIII secolo scorreva vicino a Purnea, ora scorre ad ovest di Saharsa. Un'immagine satellitare mostra vecchi canali con una confluenza prima del 1731 con il fiume Mahananda a nord di Lava.

## Inondazioni

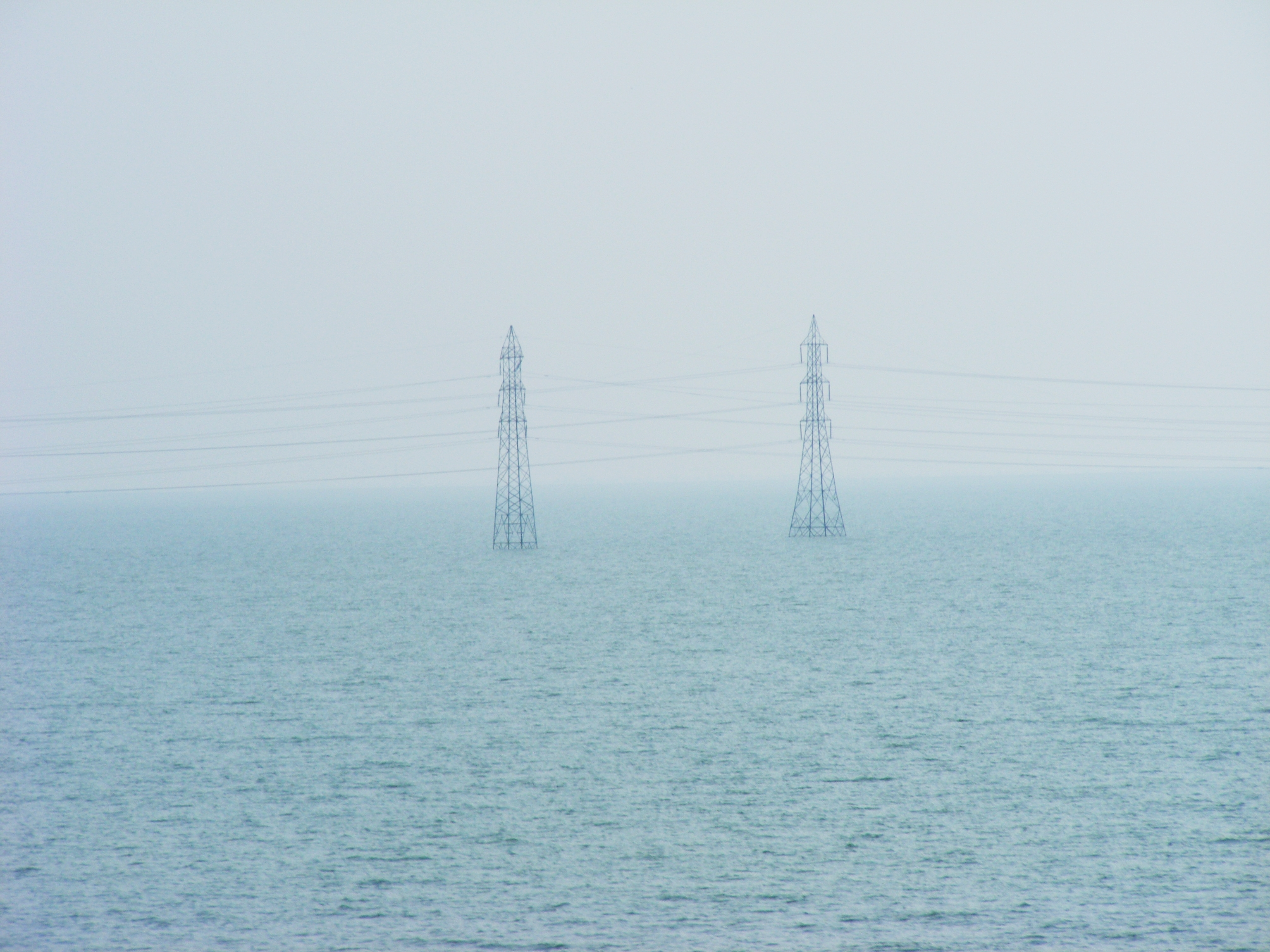
Inondazione nel nord di Bihar, India

Il fiume Koshi è conosciuto come il "Dolore di Bihar" in quanto le inondazioni annuali colpiscono circa 21000 km2 di terreni agricoli fertili, disturbando così l'economia rurale.
Il Koshi ha una portata media (scarico) di 2166 m3/s. Durante le inondazioni aumenta fino a 18 volte la media. La maggiore inondazione registrata è stata di 24200 m3/s il 24 agosto 1954. La diga di Koshi è stata progettata per un'inondazione di picco di 27014 m3/s.
L'erosione estensiva del suolo e le frane nel suo bacino superiore hanno prodotto una resa del limo di circa 19 m3/ha/anno, una delle più alte del mondo. Tra i principali affluenti, l'Arun apporta la maggiore quantità di limo grezzo in proporzione al suo carico sedimentario totale. Il fiume trasporta i sedimenti lungo le ripide pendenze e le strette gole delle montagne e delle colline pedemontane, dove la pendenza è di almeno dieci metri per chilometro. Nelle pianure oltre Chatra, la pendenza scende al di sotto di un metro per chilometro fino a 6 cm per chilometro quando il fiume si avvicina al Gange. La corrente rallenta e il carico sedimentario si deposita fuori dall'acqua su un immenso cono alluvionale che si è sviluppato su una superficie di circa 15000 km2. Questo cono si estende per circa 180 km dal suo apice, dove lascia le colline pedemontane, oltre il confine internazionale fino allo stato del Bihar e al Gange. Il fiume ha numerosi canali di interlacciamento che si spostano lateralmente sul cono alluvionale di tanto in tanto. Senza canalizzazione le inondazioni si diffondono su vasta scala.
Il cono alluvionale del Koshi ha un terreno fertile e abbondante acqua freatica in una parte del mondo dove i terreni agricoli sono molto richiesti. Gli agricoltori di sussistenza bilanciano la minaccia della fame con quella delle inondazioni. Di conseguenza, l'area soggetta a inondazioni è densamente popolata e soggetta a pesanti perdite di vite umane. L'India ha più morti per inondazione di qualsiasi altro paese, ad eccezione del Bangladesh.

### L'inondazione del 2008 nel Bihar
Il 18 agosto 2008, il fiume Koshi ha raccolto un vecchio canale che aveva abbandonato oltre 100 anni prima, vicino al confine con il Nepal e l'India. Circa 2,7 milioni di persone sono state colpite dalla rottura dell'argine del fiume a Kusaha in Nepal, sommergendo diversi distretti del Nepal e dell'India. Il 95% dell'acqua del Koshi ha attraversato il nuovo corso d'acqua. I distretti più colpiti sono stati Supaul, Araria, Saharsa, Madhepura, Purnia, Katihar, parti di Khagaria e parti settentrionali di Bhagalpur, così come le regioni limitrofe del Nepal. I soccorsi sono stati effettuati con elicotteri dell'Aeronautica Militare Indiana facendo cadere materiali di soccorso da Purnia nei distretti più colpiti, dove sono state intrappolate quasi due milioni di persone. L'entità delle morti o delle distruzioni è stata difficile da stimare, poiché le aree colpite erano inaccessibili. In un solo incidente, 150 persone sono state spazzate via. Un'altra notizia riporta che 42 persone sono morte.
Il governo di Bihar ha convocato un comitato tecnico, diretto da un ingegnere in capo pensionato del dipartimento delle risorse idriche per supervisionare i lavori di restauro e chiudere la breccia nell'argine orientale dell'afflusso Koshi. Le autorità indiane hanno lavorato per impedire l'ampliamento della frattura e le canalizzazioni dovevano essere scavate per dirigere l'acqua di nuovo al letto del fiume principale.
La furia del fiume Koshi ha lasciato almeno 2,5 milioni di persone abbandonate in otto distretti e ha inondato 650 km2. Il primo ministro indiano ha dichiarato che si tratta di una calamità nazionale. L'esercito indiano, la National Disaster Response Force (NDRF) e organizzazioni non governative hanno gestito la più grande operazione di salvataggio da inondazioni in India in più di 50 anni.

## Ghiacciai, laghi glaciali e scarichi di sfogo
Nell'Himalaya, i ghiacciai si stanno sciogliendo e si stanno ritirando, il che produce laghi arginati in modo insicuro da ghiaccio o morene. Queste dighe sono a rischio di rottura, causando un'inondazione da lago glaciale (GLOF) con portate fino a 10000 m3/s.
Negli ultimi due decenni le inondazioni da lago glaciale sono diventate un argomento di intensa discussione all'interno della comunità dello sviluppo in Nepal. L'inondazione da lago glaciale del Dig Tsho, il 4 agosto 1985, ha completamente distrutto la quasi completata centrale idroelettrica di Namche e tutti i ponti, sentieri, campi di coltivazione, case e bestiame lungo il suo percorso verso la confluenza dei fiumi Dudh Kosi e Sun Koshi per oltre 90 km. Il ghiacciaio Dig Tsho si trova al capolinea del ghiacciaio Langmoche. Questo evento ha messo a fuoco la gravità di tali eventi e sono seguiti gli studi per valutare i ghiacciai, i laghi glaciali e le inondazioni da laghi glaciali.
Gli studi dei ghiacciai e dei laghi glaciali sono stati effettuati nel 1988 da un team congiunto sino-nepalese. Il bacino dell'Arun-Koshi ospita 737 ghiacciai e 229 laghi glaciali, di cui 24 laghi potenzialmente pericolosi. Il bacino del Sun Koshi ospita 45 laghi glaciali, di cui 10 potenzialmente pericolosi. Secondo uno studio sino-nepalese, dagli anni '40 in almeno 10 occasioni, i laghi glaciali hanno fatto esplodere le loro dighe. Tra questi vi erano cinque esplosioni in tre laghi glaciali nel bacino del fiume Arun e quattro in tre laghi glaciali del bacino del fiume Sun Koshi.

## Scenario di sviluppo

### Progetti polifunzionali
La politica nazionale di controllo delle inondazioni del 1954 (dopo le disastrose inondazioni del 1954 in gran parte del bacino del fiume Koshi) prevedeva di controllare le inondazioni attraverso una serie di dighe, argini e opere di formazione fluviale. Il progetto Koshi fu così concepito (sulla base di indagini tra il 1946 e il 1955), in tre fasi interconnesse e continue: la prima fu una diga per ancorare il fiume che negli ultimi 250 anni aveva migrato circa 120 km verso ovest, che ha portato rifiuti in un enorme tratto del Bihar settentrionale e per fornire irrigazione ed energia elettrica a Nepal e India. La seconda parte era quella di costruire argini sia sotto che sopra lo sbarramento per tenere il fiume all'interno del canale definito. La terza parte prevedeva la costruzione di un'alta diga polivalente in Nepal a Barakshetra per fornire un consistente cuscino di alluvione e grandi vantaggi in termini di irrigazione e di energia elettrica per entrambi i paesi. Seguì l'accordo Koshi tra Nepal e India firmato il 25 aprile 1954 e riveduto il 19 dicembre 1966 per rispondere alle preoccupazioni del Nepal. Ulteriori lettere di scambio di informazioni sull'accordo tra i due paesi hanno individuato ulteriori programmi per l'erogazione dei benefici dell'irrigazione. Mentre le prime due parti del piano sono state attuate dal governo indiano, la diga di Koshi High, fulcro dell'intero piano, per varie ragioni politiche ha impedito qualsiasi azione per diversi anni, ma da allora è stata ripresa da un nuovo accordo, in forma modificata per ulteriori indagini e studi (1,2,3,3,4 & 5).

### Diga di Koshi e irrigazione

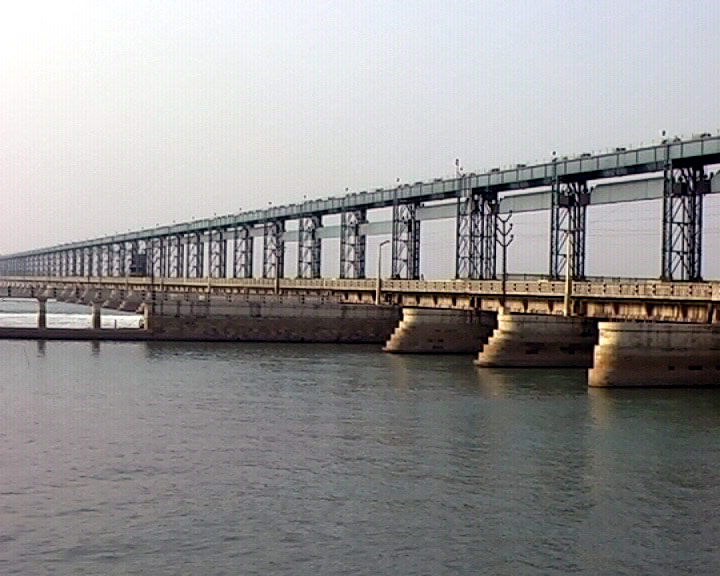
Diga di Koshi

La diga di Koshi, chiamata anche diga di Bhimnagar, è stata costruita tra il 1959 e il 1963 e si trova a cavallo del confine indo-nepalese. Si tratta di un progetto di irrigazione, controllo delle inondazioni e produzione di energia idroelettrica sul fiume Koshi, realizzato nell'ambito di un accordo bilaterale tra Nepal e India: l'intero costo del progetto è stato sostenuto dall'India. Il bacino idrografico del fiume è di 61788 km2 in Nepal presso la diga. Le vette più alte si trovano nel suo bacino idrografico. Circa il 10% è alimentato dalla neve. Il canale orientale e il canale occidentale, che partono dalla diga, sono stati progettati per una capacità di scarico di 455 m3/s per irrigare rispettivamente 6125 km2 e 210 m3/s per irrigare 3566,1 km2. È stata costruita una centrale idroelettrica sul canale orientale, in corrispondenza di una caduta del canale (3,6 km dalla diga di Koshi), per produrre 20 MW. Il canale occidentale del Koshi fornisce irrigazione a 250 km2 in Nepal. Un prezioso ponte sulla diga ha permesso l'apertura dell'autostrada Est-Ovest nel settore orientale del Nepal.
Un canale di irrigazione che va a Chatra, dove il Koshi sbocca nella pianura, è stato costruito per irrigare una superficie lorda di 860 km2 in Nepal. Il progetto è stato rinnovato con l'aiuto dell'agenzia internazionale per lo sviluppo dopo che il Nepal ha rilevato il progetto nel 1976.

### Sistema di terrapieni del Koshi
Lo sbarramento del Koshi, con terrapieni che attraversano il fiume, così come i bacini di afflusso e gli argini sopra e sotto il fiume, confina il fiume per fluire all'interno degli argini. Gli argini su entrambi i lati a valle della diga, della lunghezza di 246 km, sono stati costruiti per controllare il movimento del fiume verso ovest. Gli argini sono stati mantenuti distanti tra loro, da 12 a 16 km circa, per fungere da trappola per il limo.

### Progetto polifunzionale di alta diga Sapta Koshi (Indo-Nepalese)
I governi di India e Nepal hanno concordato di condurre indagini congiunte e altri studi per la preparazione di un rapporto dettagliato sul Progetto polifunzionale di alta diga Sapta Koshi e Programma di stoccaggio e deviazione di Sun Koshi per soddisfare gli obiettivi di entrambi i paesi in materia di sviluppo dell'energia idroelettrica, irrigazione, controllo e gestione delle inondazioni e navigazione. Come attualmente delineato, la diga provocherebbe lo spostamento di circa 75 000 persone.
Sono previsti una diga in calcestruzzo o in roccia alta 269 m, una diga di sbarramento e due canali. La diga si trova sul fiume Sapta Koshi con una centrale elettrica sotterranea, che produce 3000 MW con un fattore di carico del 50%. Lo sbarramento è previsto per il Sapta Koshi circa 8 km a valle dell’altra diga per regolare nuovamente l'acqua deviata. Il canale orientale e occidentale di Chatra si staccano dallo sbarramento per fornire acqua per l'irrigazione sia in Nepal che in India, oltre che a consentire la navigazione attraverso il fiume Koshi fino a Kursela e nel bacino della diga di Sapta Koshi.
Viene proposto un condotto di energia elettrica già esistente sulla diga di Koshi a Hanuman Naga per convogliare l’acqua per l’irrigazione dal canale orientale di Chatra e per convogliare acqua richiesta a valle per la navigazione. Per utilizzare la condotta disponibile tra gli sbarramenti di Chatra e Hanuman Nagar per la produzione di energia elettrica, sono state proposte tre centrali elettriche sul canale, ciascuna con una capacità installata di 100 MW sul canale elettrico.
Per moderare le inondazioni a valle, la diga di Sapta Koshi è stata fornita da una capacità di stoccaggio supplementare.
Il sistema dei canali Chatra fornirebbe l'irrigazione a vaste aree in Nepal e India (in particolare nel Bihar).
In Nepal è stato istituito un ufficio di progetto congiunto (JPO) per le indagini sul progetto.

### Energia idroelettrica
Il Nepal ha un potenziale totale stimato di 83290 MW con un potenziale economicamente sfruttabile di 42140 MW. Il bacino del fiume Koshi contribuisce con 22350 MW di questo potenziale, di cui 360 MW da piccoli impianti e 18750 MW da grandi impianti. Il potenziale economicamente sfruttabile è valutato in 10860 MW (compreso il progetto polifunzionale Sapta Koshi [3300 MW] sopra citato).

## Sport d’avventura

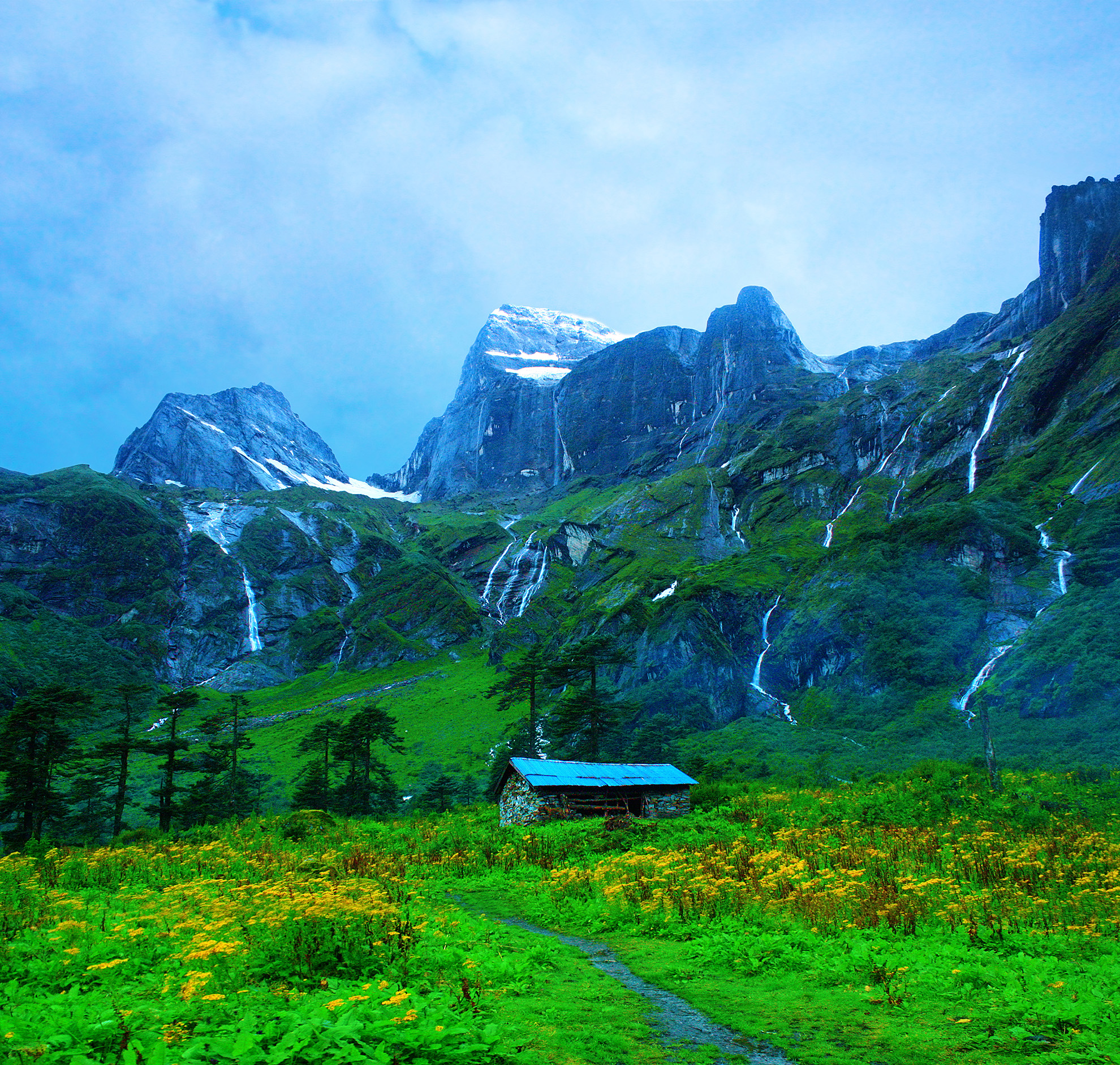
Le zone circostanti agli affluenti del Koshi sono terreni per gli escursionisti e gli sport d'avventura. Sopra c'è la valle del fiume Barun che si unisce al fiume Arun in Nepal - un affluente del fiume Koshi

Da Katmandu, una strada attraversa i quattro principali affluenti del Koshi e raggiunge sentieri per il trekking fino all'Everest. Namche Bazar vicino al confine tibetano in Nepal (vicino al campo base meridionale dell'Everest) è il principale centro turistico nella parte montuosa della fascia del Koshi. Biratnagar in Nepal e Saharsa, Purnia e Katihar in India sono le principali città delle pianure del Koshi. Kamala, Bagmati e Burhi Gandak sono i principali affluenti del Koshi in India.

### Rafting
Il rafting turistico del fiume, noto anche come whitewater rafting, e il torrentismo sono disponibili sul fiume Sun Koshi e i suoi affluenti. Si possono trovare sfide di rapide di classe 4-5 sul Sun Koshi.

### Pesca
Nei fiumi himalayani fino a 1650 m e nel fiume Koshi e affluenti è ampiamente distribuito il Mahseer.

## Significato culturale
Il Koshi è anche chiamato Kausika nel Ṛgveda Saṃhitā, in Nepal e nel Bihar nel nord dell'India. È un importante affluente del Gange. Uno dei maggiori affluenti del Koshi è l'Arun, il cui corso si trova in Tibet. Questo fiume è menzionato nel poema epico Mahābhārata come Kausiki. I sette Koshi si uniscono per formare il Saptakoshi River, o Sapt Koshi, che è popolarmente conosciuto come Koshi.
Precedentemente noto come Kausiki, dal nome del saggio Viśvāmitra, che si dice abbia raggiunto lo status di vedico o Rishi sulle rive del fiume. Viśvāmitra era un discendente del saggio Kusika. Viśvāmitra è accreditato con la scrittura di molti inni vedici ben noti sulle rive del Koshi dove ha avuto il suo eremo - Il Mandala 3, il Ṛgveda Saṃhitā, e il Gāyatrī Mantra. Il Gāyatrī mantra è un mantra molto venerato basato su un versetto sanscrito vedico tratto da un inno del Ṛgveda Saṃhitā (3.62.10).
Il mantra prende il nome dal suo metro vedico gāyatrī: [1] poiché il versetto può essere interpretato per invocare il deva Savitr, è spesso chiamato Sāvitrī, [2] la sua recitazione è tradizionalmente preceduta da oṃ e dalla formula bhūr bhuvaḥ svaḥ svaḥ, nota come mahāvyāhṛti ("great utterance"). Il Gāyatrī Mantra è ripetuto e citato molto ampiamente nella letteratura vedica, [3] ed è lodato in diversi testi classici indù ben noti come Manusmṛti, Harivaṃśa e la Bhagavadgītā.
Il Koshi (Kosi in sanscrito) è associato a molte antiche storie spirituali. Koshi è menzionato nella sezione Bal Kand di Valmiki Ramayana come il Kausiki che è la forma assunta da Satyavati dopo la sua morte. Satyavati era la sorella maggiore di Vishvamitra, discendenti della dinastia Kushak. Nella Markandeya Purana, il Koshi è descritto come la forza primaria. A causa della natura violenta del Koshi durante la stagione dei monsoni, la leggenda dice che Parvati, la moglie di Siva, dopo aver sconfitto il demone Durg, divenne nota come la dea guerriera Durga che si trasformò in Kaushiki. Nel Ramayana, il fiume Gange è raffigurato come sua sorella maggiore.
Secondo il poema epico Mahābhārata, il Dio della morte ha assunto la forma di una donna e risiede sulle rive del fiume per limitare la crescita della popolazione. Koshi risuona con il folklore di Mitila. Le rappresentazioni più importanti del folklore Koshi vedono Koshi come una vergine assolutamente libera da preoccupazioni e piena di energia e come una moglie frustrata del vecchio eremita Richeek che vaga nell'Himalaya. Koshi è anche invocata come madre (Koshi Ma). Queste immagini catturano la contraddizione che è insita nel fiume Koshi come fonte di vita e morte, prosperità e distruzione; una madre e una vergine incantevole.
È anche l’ancora di salvezza della regione del Mithila, oggi distribuita su più della metà dello stato indiano del Bihar. È il soggetto della leggenda e del folklore della regione; la leggenda di Mithila si estende per molti secoli. Mithila è anche il nome di uno stile di 'arte indù' creato nella zona.

## Aree protette
Nel bacino del fiume Koshi si possono trovare due aree naturali protette in Nepal.

### Parco nazionale di Sagarmatha

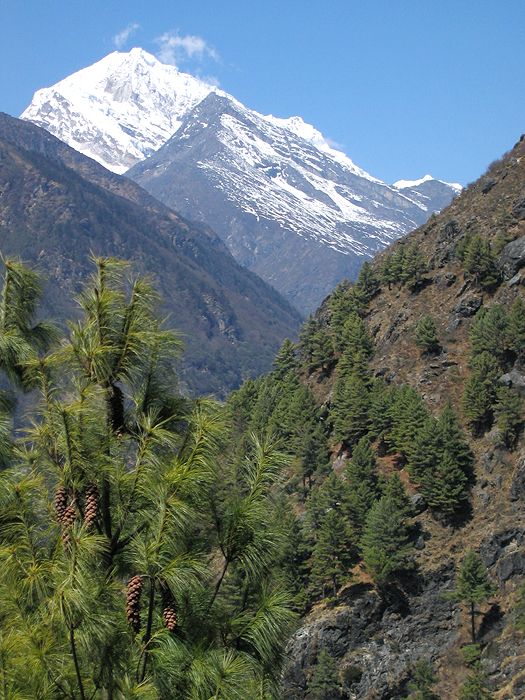
Pinus wallichiana nel parco nazionale di Sagarmatha

Il parco nazionale di Sagarmatha comprende i bacini superiori del sistema fluviale di Dudh Kosi. Il parco copre un'area di 1148 km2 e si estende da 2845 m a 8848 m di altitudine sulla cima dell'Everest. Istituito nel 1976 il parco è stato dichiarato patrimonio mondiale dell'umanità dall'UNESCO nel 1979. Il paesaggio del parco è aspro, costituito da cime di montagna, ghiacciai, fiumi, laghi, foreste, macchia alpina e prati. I boschi sono costituiti da boschi di querce, pini azzurri, abeti, betulle, ginepri e rododendri. Il parco offre l'habitat per leopardi delle nevi, panda rossi, cervi muschiati, tahr himalayano, e 208 specie di uccelli tra cui lofoforo splendido, avvoltoio barbuto, gallo delle nevi, e il gracchio alpino.
Circa 3 500 abitanti Sherpa vivono in villaggi e insediamenti stagionali situati lungo i principali itinerari turistici. Il turismo nella regione è iniziato nei primi anni '60. Nel 2003, circa 19000 turisti sono arrivati nella zona. L'ingresso meridionale del parco si trova a poche centinaia di metri a nord di Mondzo a 2835 m, ad un giorno di escursione da Lukla. Un centro visitatori si trova in cima a una collina di Namche Bazaar.

### Riserva naturale Koshi Tappu
La riserva naturale Koshi Tappu è situata nelle pianure alluvionali del fiume Saptkoshi nel Terai orientale. Si estende su una superficie di 175 km2 e comprende praterie e foreste fluviali di khair e sissoo. È stato istituito nel 1976 ed è stato dichiarato sito di Ramsar nel 1987. La riserva offre l'habitat per cervi, cervi pomellati, cinghiali, antilope azzurra, gaur, lontra liscia, sciacallo, 485 specie di uccelli tra cui 114 specie di uccelli acquatici, 200 specie di pesci, 24 rettili e 11 specie di anfibi. L'ultima popolazione sopravvissuta di bufali selvatici d'acqua in Nepal si trova nella riserva, così come il gaviale del Gange, il platanista gangetico, il francolin paludoso e i prinia. Lungo il fiume Koshi è presente una piccola popolazione della florican del Bengala in grave pericolo di estinzione. Ci sono anche registrazioni di chiacchiere con gola bianca e della tessitrice di Finn. L'uccello erbivoro setoso si riproduce nella riserva. La riserva insieme alla diga di Koshi è stata identificata come una delle 27 aree importanti per gli uccelli del Nepal.